# 2010 AL30
2010 AL30 est un astéroïde Apollon (ou peut-être une comète) découvert le 4 janvier 2010.
Mesurant une dizaine de mètres de diamètre, il est passé à environ 128 000 km de la Terre le 13 janvier 2010.